# Рыбалко, Марина Леонидовна
Марина Леонидовна Рыбалко (укр. Марина Леонiдiвна Рибалко, род. 29 июля 1986, Киев, Украина) — украинский дизайнер, художник, создатель бренда RYBALKO.

В 2009 году М. Л. Рыбалко организовала свои первые персональные художественные выставки. В 2013 году М. Л. Рыбалко начинает работать в направлении слияния искусства с модой и основывает бренд RYBALKO. Клиентами и амбассадорами бренда являются известные люди, такие как The Hardkiss, Екатерина Осадчая, Гарик Корогодский, ДахаБраха, Dakh Doughters, AINA, и многие другие.

## Биография

### Ранние годы
Рыбалко Марина родилась 29 июля 1986 года в Киеве, Украина. Её мать Наталка Ивановна работала аналитиком в КМДА, а отец Леонид Сергеевич был инженером. До 3 лет, Марина жила с бабушкой Оксаной, она же библиограф и организатор театральных постановок в доме культуры в городе Мироновка, Украина.
М. Л. Рыбалко окончила специализированную школу № 287 по классу изобразительно-декоративного искусства в 2002 году. В 2003 году поступила на архитектурный факультет КНУСиА. После окончания университета в 2009 году Рыбалко организовала свои первые персональные художественные выставки.
После окончания университета Марина Рыбалко работала декоратором на телевидении и в детском театре, спустя год она начинает создавать головные уборы.

## Карьера

### Художник
В 2009 году Рыбалко проводит первую персональную выставку «love to dog», посвященную её собаке Дане, умершей от рака. Первые работы маслом стали знаковыми, в большинстве автопортреты, поскольку, как утверждает Рыбалко, «они сформировали направление в моей живописи.»
С 2009 по 2012 годы М. Л. Рыбалко проявляет экспериментальный подход в своих стилистических изменениях, которые отличаются использованием аллюзий и парадоксальных сочетаний форм. В 2010 году, М. Л. Рыбалко организовывает вторую персональную выставку «ВОНИ», а через год делает третью выставку «Life» с поддержкой Французского культурного центра ГОГОЛЬFEST. В 2013 году М. Л. Рыбалко представляет персональную графическую выставку «box», в рамках ГОГОЛЬFEST и в этом же году проходит выставка «Guinevere van Seenus». В 2015 году Рыбалко проводит персональную выставку «All in your hands» на ВДНХ, в рамках ГОГОЛЬFEST, на выставке экспонировались картины маслом, каталоги с графикой и живописью. В рамках этого же фестиваля, Марина Рыбалко совместно с группой Влада Троицкого, фрик-кабаре Dakh Daughters, организовывает fashion-перформанс.
В 2016 году М. Л. Рыбалко пишет серию акварельних работ, где сочетаются два контрастных цвета: красный и синий, которые в дальнейшем послужат основой для будущее коллекции её бренда RYBALKO SS 2017.
В августе 2018 году, в Киевской галерее Spivakovska ART:EGO, состоялось открытие выставки «RYBALKOart», где были собраны в одну экспозицию работы последних лет сюрреалистичном стиле. В октябре 2018 года, на четырёхлетии галереи Spivakovska ART:EGO в SkyLine, Рыбалко была одним из художников, чьи картины были представлены в коллективной выставке Faces of EGO. В феврале 2019 года в Киеве прошла ежегодная выставка работ современной скульптуры и живописи The Code. В числе работ 18 украинских художников экспонировались картины Марины Рыбалко. Критики отметили, что выставка The CODE — это собрание искусства художников, которые в своих работах исследуют историческое бессознательное, так или иначе выражая место человека во Вселенной.

### Дизайнер одежды
В 2012 году Марина Рыбалко совместно со своим будущим мужем Александром Лень и Игорем Штиль, создает шоу-рум-мастерскую Komoora Design Workshop, где представлена одежда, обувь и аксессуары молодых украинских и российских дизайнеров, а также детали интерьера, созданные владельцами магазина.
В начале 2013 года Рыбалко создает бренд RYBALKO и представляет свою первую коллекцию на Mercedes-Benz Kiev Fashion Days. В основу коллекций ложатся принты, нарисованные рукой дизайнера и создание необычных фактур, имитирующих перья, чешую с помощью тканей.
Осенью 2014 года, телеканал М1 снимает программу «МОЯ ПРОФЕШН» с М. Л. Рыбалко и другими украинскими дизайнерами, где победителю предоставляют участие в украинской неделе моды. Марина Рыбалко занимает первое место, и участвует в проекте «Fresh fashion», в рамках UFW в Киеве, где была представлена коллекция FW 2014/15. В этом же году Рыбалко представляет свои работы в CPM-Moscow, в рамках программы Designerpool.
19 октября 2014 год, в рамках UFW, Марина Рыбалко представляет коллекцию SS15, где она использует японский крой выкройки и принты. Следующая коллекция FW 2015/16 исполнена в черно-белых цветах с агрессивным принтом и характерными длинными перьями.
В 2016 году, художница и дизайнер Марина Рыбалко создает коллекцию SS16. Критик Т. Петракова отметила авангардный подход к новой коллекцию Рыбалко, подчеркнув акцент на эксцентричности и элегантности, несоответствующий канонам классической моды.
В ноябре 2016 года Рыбалко создает капсульную коллекцию «Family love» с принтами талантливого шестилетнего графического художника Ивана Кривоноса.
На показе коллекции FW 2017/18 Марина Рыбалко впервые представила линию сумок полукруглой формы с кольцом, которые впоследствии становятся визитной карточкой её бренда. Летом 2017 года М. Л. Рыбалко создает костюмы и маски для Burning Man.
В 2018 году Рыбалко создает капсульную коллекцию Siren, главной темой которой является русалка, лицом рекламной кампании становится Алла Шереметьева. Критик В. Рахманана отметила пастельную и голубую тона цветовую гамму, идеальную для элегантных бархатных коктейльных платьев и подчеркивающую изящность женской фигуры.
В июле 2018 года Марина Рыбалко создает коллекцию «Ангелы и Демоны» для финала телевизионного реалити-шоу Топ-модель по украински.
В феврале 2019 года Рыбалко представляет новую коллекцию FW 19/20 «Pearl» на UFW. Впервые дизайнер создает корсеты, используя набивной жемчуг и цепи с камнями, с этим драгоценным камнем модельер ассоциирует органику и единение с природой. В коллекции использованы пять картин дизайнера, а музой Марины стала модель Юния Пахомова.
В мае 2019 года М. Л. Рыбалко является одной из судей конкурса Epson Digital Fashion-2019, организованный компанией EPSON совместно с UFW и в партнерстве с Istituto Europeo di Design (IED).
В июне 2019 года Рыбалко создает костюмы для проекта «Ubu The King», приуроченного к участию независимого театра «Мизантроп» в международном фестивале Edinburgh Festival Fringe 2019.
2 сентября, 2019 года проходит показ RYBALKO & ЖИЗНЕЛЮБ сезона SS2020 в рамках UFW, где Марина Рыбалко поднимает тему эйджизма. Впервые в Украине в фэшн-шоу принимали участие только модели 55+ из агентства взрослых моделей «Жизнелюб». Главной моделью на подиуме был Гарик Корогодский, сооснователь благотворительного фонда «Жизнелюб»
В сентябре 2020 года Марина Рыбалко представляет новую коллекцию «TIME» в рамках UFW No Season Season.

## Показы
| Показы                                                           | Дата             |
| ---------------------------------------------------------------- | ---------------- |
| Mercedes-Benz Kiev Fashion Days S/S 2014                         | Октябрь 19, 2013 |
| Ukrainian Fashion Week F/W 2014—2015                             | Январь 11, 2014  |
| CPM-Moscow F/W 2014—2015                                         | Февраль 26, 2014 |
| Ukrainian Fashion Week S/S 2015                                  | Октябрь 16, 2014 |
| Ukrainian Fashion Week F/W 2015—2016                             | Июнь 2, 2015     |
| Ukrainian Fashion Week S/S 2016                                  | Октябрь 14, 2015 |
| Ukrainian Fashion Week S/S 2017                                  | Октябрь 14, 2016 |
| Ukrainian Fashion Week F/W 2017—2018                             | Март 16, 2017    |
| Burning Man S/S 2017                                             | Август 21, 2017  |
| Ukrainian Top Model Grand Finale Fashion Show Angels/Demons 2017 | Июль 21, 2017    |
| Ukrainian Fashion Week S/S 2018                                  | Ноябрь 21, 2018  |
| Ukrainian Fashion Week F/W 2019—2020                             | Октябрь 14, 2019 |
| Ukrainian Fashion Week «RYBALKO & ЖИЗНЕЛЮБ» S/S 2020             | Сентябрь 2, 2019 |
| Ukrainian Fashion Week No Season Season                          | Сентябрь 1, 2020 |

## Награды и признание
- 2014 — Марина Рыбалко занимает первое место в программе «МОЯ ПРОФЕШН», организованной телеканалом М1.[44]
- 2018 — ELLE Style Awards, Даха Браха в одежде бренда Rybalko, созданного дизайнером Марина Рыбалко.[45]